# Шумава (национален парк)
Национален парк Шумава (на чешки: Národní park Šumava) е национален парк разположен в югозападна Чехия на територията на Пилзенски и Южнобохемски край, намиращ се в непосредствена близост до Германия и Австрия.
Обхваща територии намиращи се в чешката част на планинския масив Шумава. Това е най-големият национален парк в страната и е известен с името „Зелената ивица на Европа“.

## Описание
Планината Шумава е покрита от гъсти гори, рядко срещани днес в Централна Европа. Характеризира с многобройни обширни плата с торфени блата, ледникови езера и останки от древни гори. В средата на 20 век районът е допълнително обезлюден в резултат на емиграцията на немските заселници. Границата със Западна Европа по време на Студената война благоприятства районът отново да бъде превзет от природата.
Първоначално територията на днешния национален парк е обявен за Защитената зона на 27 декември 1963 година. Тя обхваща по-голямата част от планината Шумава. На 20 март 1991 г. най-ценната част на областта е обявена за национален парк, а останалата част от бившата защитена зона е обявена за буферна зона на парка. Около 80% от площта на парка е покрита с гори, 10% са земеделски земи, а останалите 10% се падат на пътищата, реки и езера и построени сгради.
Природата в Националния парк е доминирана от гори, потоци, блата и 8 ледникови езера. Освен тези водоизточници в района са изградени и две изкуствени езера. Едното е близо до Нирско. Неговите води се използват за доставка на питейна вода за град Пилзен. Другото е известното езеро Липно. Националният парк е разположен на надморска височина в границите на 600 -1378 метра. Тук се намира и вододелът между Северно и Черно море.

## Климат
Климатът в района е предимно леко влажен, на места и студен. През зимата тук падат обилни валежи от сняг. Средната годишна температура е между 6,5 и 3,5 °C. Средната температура през юли е между 12 и 15 °C.

## Флора
Районът на парка се характеризира с букова и смърчова растителност, чието разпространение зависи от надморската височина. Тук растат черна боровинка (Vaccinium myrtillus), различни видове торфен мъх (Sphagnum), влакнестокачулат мъх (Polytrichum commune), планинско звънче (Soldanella montana). Поради характерната геоложка структура и почвени условия районът е беден на цветя. Във високопланините райони може да се открият и дребна бреза (Betula nana), тревата туфест пухонос (Trichophorum caespitosum). Езерният шилолист (Isoetes lacustris) расте в ледниковите езера.

## Фауна
В района на парка се наблюдава стабилна и нарастваща популация от благороден елен. Поради липсата на естествени хищници броят на тревопасните бозайници нараства. Това е и причината ежегодно да се извършва контролиран лов. Някои от естествените хищни бозайници се завръщат в района. В средата на 20 век е реинтродуциран риса, а напоследък са наблюдавани и вълци. Големия брой водни източници създават благоприятни условия за видри, пъстърва и водоплаващи птици като земеродното рибарче. Чистата вода в горните течения на реките благоприятства развитието на речната перлена мида (Margaritifera margaritifera), ручейната минога (Lampetra planeri) и речен рак (Astacus astacus).
Торфените блата са ценни с уникалната флора от безгръбначни животни. Това са реликтни видове с произход от северната част на континента. Сред най-интересните от тях са насекомите Carabus menetriesi, Colias palaeno, Notonecta reuteri и Proclossiana eunomia.
От редките кокошеви птици тук могат да се срещнат глухар, тетрев, лещарка. Други важни и редки видове птици са земеродното рибарче, белогръб кълвач, белогуш дрозд, малък креслив орел и сокол скитник.
От дребните бозайници срещани тук са дългоух нощник, малък подковонос, алпийска кафявозъбка и горска скачаща мишка. Често срещани са обикновената катерица, златка, язовец дива свиня. От групата на големите копитни бозайници се срещат благороден елен и сърна. Лосът също се среща тук. Неговото присъствие е резултат от естествена миграция.
От големите европейски хищници се среща само рисът. В периода 1982 – 1989 г. той е реинтродуциран. Населени са общо 17 екземпляра (10 мъжки и 7 женски). В съвсем кратък период от време популацията на риса се стабилизира и започва да се разширява по целия планински масив. В края на 1995 г. приблизителният брой на рисовете тук е повече от 70.